# Proscenij
Proscenij je prednji dio pozornice koji se nalazi između gledališta i zastora. Alternativni nazivi: prednji plan, prednja pozornica, forbina.